# 自贡银行
自贡银行是中国一家地方性股份制商业银行，总部位于中国四川省自贡市，创立于2001年12月，其前身为自贡市商业银行，2017年更名为自贡银行。自贡银行现时拥有10个管理行、32个营业网点，并发起金堂汇金村镇银行，有员工650余名。

## 现状
截至2017年12月末，资产总额760.71亿元，存款余额431.27亿元，贷款余额172.65亿元，资本充足率11.20%，拨备覆盖率189.82%。

## 社会事业
自贡银行赞助协办了2017年自贡恐龙国际马拉松。